# Dogo sardo
Il dogo sardo (in sardo jàgaru, trighinu e cani pertiatzu) è un cane abbastanza diffuso in Sardegna ed usato per la guardia agli armenti e, in passato, per i combattimenti tra cani.

## Descrizione
Di aspetto piuttosto variabile, dato che uno standard di razza non è mai stato fissato, viene apprezzato in Sardegna ma è praticamente sconosciuto nel resto d'Italia. In Sardegna questo cane viene comunemente chiamato sorgolìnu, trighinu, pastore gavoese, cani perdigatzu.
Si tratta di un cane molossoide molto atletico, agile, resistente, forte e di notevole mole. È un cane da lavoro, dall'aspetto intimidatorio e dal mantello di solito rossiccio, fulvo, grigio, nero oppure tigrato costituito da pelo medio corto. La statura dei maschi è a partire dai 60 cm, ma esemplari più grandi sono comuni.
Il dogo sardo presenta lievi differenze nell'aspetto a seconda della zona di provenienza dovute soprattutto alla consanguineità e all'isolamento di alcune zone geografiche; in passato non si è mai curata una selezione tecnica di tali cani, privilegiando quasi esclusivamente soggetti di forte tempra e notevole rusticità, nonché attitudine al lavoro. Uno standard di razza non è mai stato fissato, viene tuttavia molto apprezzato nell'isola. In Sardegna questo cane viene indicato con diversi nomi: sorgolìnu, trighinu, jagaru, cane di Gavoi, cani beltigadu, cani pertiatzu, pertiziau, perziaddu, alano di Bonorva, cane sardo antico nonché dogo sardo o sardesco.
La pelle è ben aderente alla muscolatura, la testa presenta tratti più o meno molossoidi con un evidente sviluppo dei muscoli mascellari, muso leggermente più corto della lunghezza del cranio; questo cane è dotato di una imponente e solida dentatura che si completa con chiusura a forbice o a tenaglia, zanne di grande lunghezza e terzo incisivo superiore molto sviluppato. Gli occhi si presentano solitamente nelle varie tonalità del colore dell'ambra oppure marroni; numerosi soggetti provenienti da Gavoi presentano un occhio marcatamente giallo. Gli arti anteriori sono robusti e bene in appiombo, quelli posteriori mediamente angolati e dotati di forte muscolatura. Il torace è ben sviluppato e la statura media varia dai 56 ai 68 cm al garrese. Gli esemplari attuali hanno un peso che va dai 30 ai 45 kg.

## Storia
Il dogo sardo è un cane autoctono della Sardegna adibito a svariate mansioni, tra le più comuni: la guardia del bestiame, della proprietà e degli ovili, gestione dei bovini indomiti, caccia agli ungulati e, in passato, anche come cane da guerra. Svariate sono le ipotesi sulle origini di questi cani. Il gesuita Cetti intorno al 1700 descrisse i cani sardi come un perfetto connubio tra un levriero e un grosso cane che gli conferiva diverse apprezzabili peculiarità, mentre la Carta de logu del Giudicato di Arborea come un cane dotato di forte temperamento usato per la guardia e la difesa del conduttore.